# Divadlo Komedie
Le Divadlo Komedie (littéralement en français Théâtre de la Comédie) est un théâtre de Prague
Il est la propriété des Městská divadla pražská (cs). Il est situé à Prague 1, dans la Nouvelle Ville, rue Jungmannova.

## Situation
Le Théâtre est installé dans un palais fonctionnaliste de 1930 de l'architecte Josef Říha, membre du ČŠK Riegel (cs), qui abritait auparavant la Báňská a hutní společnost (cs) (Société minière et métallurgique). Le bâtiment est situé au bout du bloc des rues Jungmannova et Vladislavova à Pasáž Vlasty Buriana, entre les arrêts de tramway Lazarská et Vodičkova.

## Histoire
Entre les années 1930 et 1940, l'acteur Vlasta Burian travaille dans ce bâtiment avec un Théâtre à son nom. À partir de 1950, il appartient aux Městská divadla pražská (MDP) nouvellement fondés, avec le théâtre Komorní et le Divadlo ABC (cs). Dans les années 1970, le bâtiment abrite le Divadlo Jiřího Wolkera, après quoi il est fermé puis reconstruit.
Il ouvre de nouveau ses portes lors de la saison 1991/92, ce qui permet l'indépendance artistique des différentes scènes du MDP, et le théâtre continue à fonctionner sous le nom de Divadlo Ká. La nouvelle direction des MDP, dirigée par le metteur en scène Jan Vedral (cs) et le directeur artistique Petr Palouš (puis Jaroslav Gillar), choisit les initiales des précédentes scènes du MDP pour le nom du théâtre et perpétue avec son répertoire la tradition du Théâtre de Chambre, réputé pour son exigence dramaturgique et son innovation scénique. Depuis juillet 1994, la direction du Théâtre (1994-2002) est assurée par Michal Dočekal (cs) (directeur artistique) et le metteur en scène Jan Nebeský (cs). Le théâtre a retrouvé son ancien nom et, grâce à sa dramaturgie non conventionnelle, est devenu l'une des scènes pragoises les plus prisées du public. Cette dramaturgie se distingue avant tout par son approche non conventionnelle des textes du théâtre classique. En 1996, le Théâtre remporte le titre de Théâtre de l'année.
En 2002, Michal Dočekal part pour le Théâtre national.
A la suite de ce départ, le Théâtre devient le Pražského komorního divadla. Il est dirigé par le metteur en scène Dušan Pařízek (cs) et la direction artistique par le metteur en scène David Jařab. Sous leur direction artistique, l'une des scènes théâtrales tchèques les plus progressistes est reconstruite. Le répertoire du théâtre s'appuie principalement sur des textes de théâtre joués en première tchèque ou mondiale et s'adresse principalement aux représentants du théâtre allemand et autrichien (Thomas Bernhard, Werner Schwab ou Elfriede Jelinek). Le Théâtre remporte à plusieurs reprises le titre de Théâtre de l'année et son activité artistique est largement saluée en Pologne et à l'étranger. Finalement, en 2012, il est contraint de cesser ses activités, faute de subvention appropriée.
Un appel d'offres est alors lancé. Il est remporté par l'association Divadlo Company.cz (mise en scène par Vojtěch Štěpánek et les directeurs artistiques Eva Bergerová et Jan Novotný). En avril 2016, l'association quitte les locaux de la Divadlo Komedie pour la salle du Divadlo Na Prádle. Ce départ est également motivé par l'absence de ressources financières suffisantes. L'équipe artistique de la Divadlo Company.cz met en œuvre son projet de Centre de théâtre oriental, tout en se concentrant sur la mise en scène d'auteurs nouveaux ou inédits des pays de l'Est.
Depuis février 2017, la salle du Divadla Komedie est prêtée à la troupe du Divadlo Na zábradlí.
Depuis la saison 2018/2019, le Divadla Komedie fait à nouveau partie des MDP. Sous la direction du metteur en scène Dan Přibyl et du directeur artistique Michal Dočekal, le théâtre privilégie le théâtre contemporain et les techniques de mise en scène innovantes. Sa programmation s'adresse principalement au jeune public et présente régulièrement des œuvres d'auteurs contemporains tchèques et étrangers. La commissaire de la programmation est Lenka Dombrovská (cs), qui participe également à la mise en scène et a organisé plusieurs expositions d'artistes émergents et concerts de musique alternative. Elle est également commissaire du festival Nová komedie, organisé depuis 2019.

## Récompenses
Le théâtre a remporté plusieurs prix, dont celui de Théâtre de l'année en 2007 et 2009.
- Prix Alfréd-Radok, performance féminine de l'année 2004 : Daniela Kolářová (cs)
- Prix Alfréd Radok, meilleure performance d'acteur masculin de l'année 2006 : Martin Finger (cs)
- Prix Alfréd Radok, meilleure performance d'acteur masculin de l'année 2007 : Martin Finger
- Prix Alfréd Radok, production de l'année 2007 : Le Procès
- Prix Alfréd Radok, meilleure performance d'acteur masculin de l'année 2009 : Martin Pechlát[5]
- Prix Thalia, interprétation masculine dans un drame 2009 : Martin Pechlát[6]
- Prix Alfréd Radok, performance féminine de l'année 2010 : Ivana Uhlířová (cs)
- Prix Alfréd Radok : Théâtre de l'année 2007 et 2009